# Hardcore punk
A hardcore punk vagy egyszerűen hardcore az 1970-es években indult útjára Észak-Amerikából és az Egyesült Királyságból. A hardcore nem csupán egy zenei stílus, hanem egyfajta gondolkodásmód melyben a közösség szerepe és a kritikai látásmód a legfontosabb értékek. Olvasztótégelye volt a korszak “perifériás” fiatal generációinak, mely punkokból, skinheadekből és más szubkultúrákból érkezők alkottak. A “közönség” általában gazdaságilag az alsóközéposztály-beli fiatalokból tevődött össze.
A zenében az újdonságot az hozta, hogy a hangzása sokkal vastagabb, súlyosabb és gyorsabb volt, mint a korábbi punk és skinhead zenekaroknak. A dobok és az ének ritmusa azonos tempójú, mélyebb hangolású teljesen “sallangmentes”, tartalom-orientált kifejezésmód, mely tökéletesen szimbolizálja a szubkultúra gondolkodásmódját a túlbonyolított és túlhierarchizált társadalomról.
Alapvetően autonóm (kritikai apolitikus) egyének alkották a zenekarokat és közösségeket melyek bírálták a társadalmi trendeket.
A dalok általában rövidek, gyorsak és hangosak. A dalok jellemző témái: politika, személyes szabadság, erőszak, szociális jelenségek, straight edge, háború, drog és maga a hardcore szubkultúra.
A hardcore punk rengeteg alműfajt szült, közülük a melodic hardcore, metalcore, post-hardcore viszonylagos népszerűségre tett szert. Nagy hatással volt legfőképpen a thrash metal, de más metalstílusokra is, amelyek azonban nem tekinthetőek közvetlen folyományának hardcore zenének.
Ismert korai hardcore punk-bandák: Black Flag, Minor Threat, Dead Kennedys (1978), Bad Brains (1977).
Korai hardcore/nyhc zenekarok: Agnostic Front (1980), Cro-mags (1981), Suicidal Tendencies (1981), Sick of It All (1986).